# Minarett Kėdainiai
Koordinaten: 55° 18′ 28,6″ N, 23° 58′ 36,1″ O
Das Minarett Kėdainiai (lit. Kėdainių minaretas) ist eines von wenigen Minaretten in Litauen. Es befindet sich in der Stadt Kėdainiai, am nördlichen Stadtrand im Bereich des Hauptparks Kėdainiai, zwischen dem Bahnhof Kėdainiai und dem Fluss Dotnuvėlė.

## Geschichte

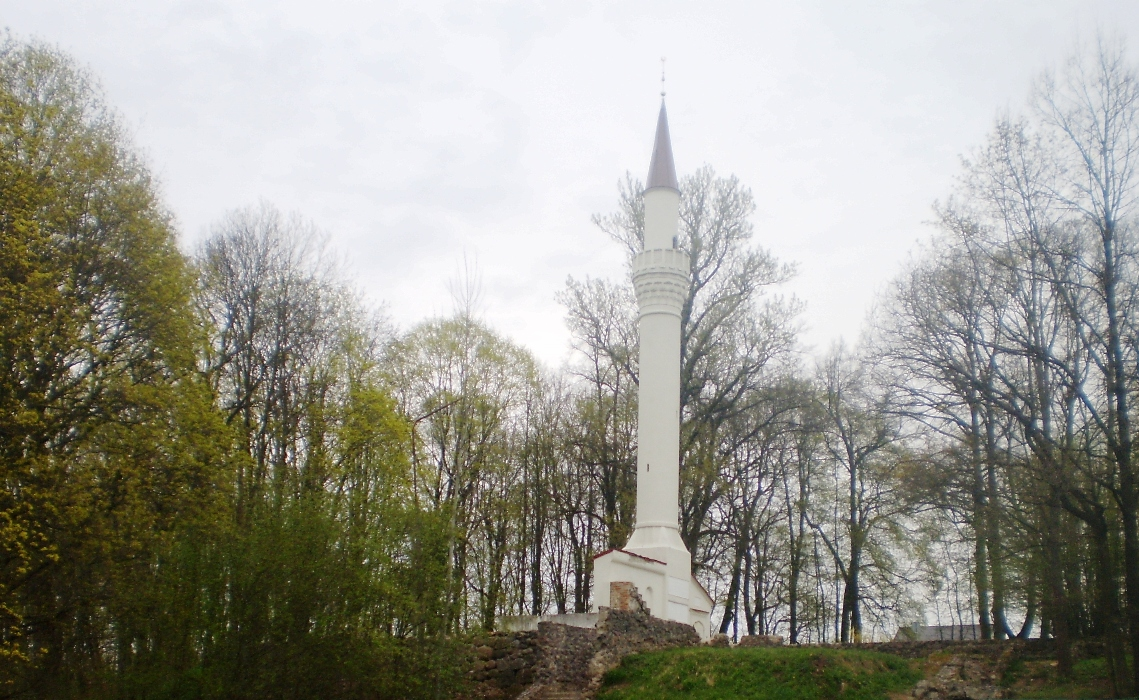
Minarett Kėdainiai

Das Minarett wurde 1880 vom russischen General deutschbaltischer Herkunft Eduard Iwanowitsch Totleben (1818–1884) zum Gedenken des Russisch-Türkischen Kriegs erbaut. Das Minarett hat türkische Merkmale. Laut Legenden stand ein solcher Turm angeblich neben der Plewen-Moschee, an der während des Kriegs E. Totleben oft gewesen sei. Wahrscheinlich entwarf Totleben das Minarett selbst und ließ es von 1880 bis 1882 im Park erbauen. Vom Minarett zeigte der kommissarische „Chef“ von Kėdainiai und seiner umgebenden Siedlungen seinen Gästen den Park und sein Herrschaftsgelände.
Derzeit ist das Gebäude verlassen.